# Reo Speed Wagon

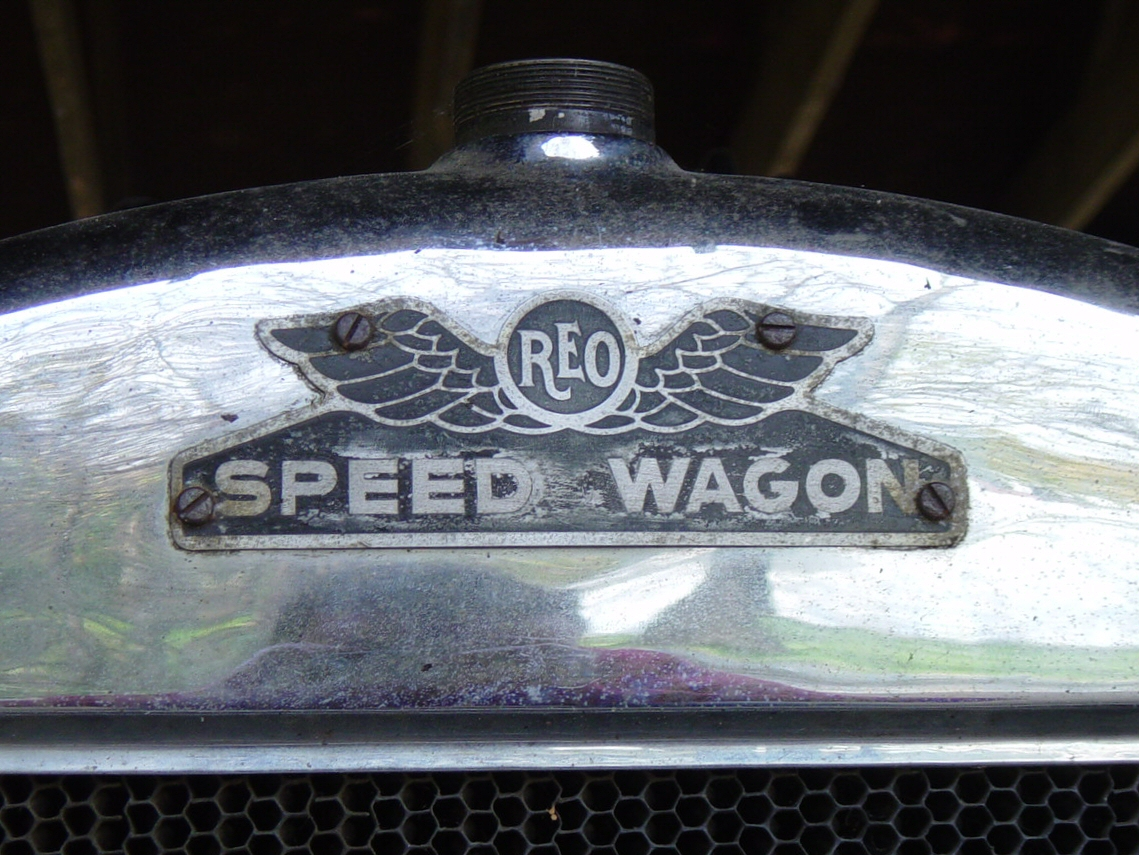
Emblem eines Reo-Speed-Wagon-Feuerwehrwagens

Der REO Speed Wagon (auch Reo Speedwagon) war ein leichtes Lkw-Modell der Reo Motor Car Company aus Lansing, USA. Er ist ein Vorläufer des Pick-ups.

## Geschichte
Der REO Speed Wagon wurde von 1915 mindestens bis 1953 produziert und machte REO (die Initialen seines Gründers Ransom Eli Olds) zu einem der bekannteren Hersteller von Nutzfahrzeugen in Amerika vor dem Zweiten Weltkrieg.
REO hatte ab 1908 einige Lkw auf Basis seines Pkw-Chassis (Modell H) produziert und baute 1910 mit Erfolg eine Lastkraftwagenproduktion auf. Die Einführung des Speed Wagon im Jahr 1915 war ein bedeutender Schritt und ein unternehmerischer Erfolg. Das Unternehmen bot bald eine Vielzahl von Speed Wagon-Modellen mit vielen Optionen an und produzierte bis 1925 125.000 Fahrzeuge.
Obwohl das grundlegende Design und die Gestaltung des Fahrgestells gleich blieben, wurde der Speed Wagon in verschiedenen Konfigurationen (Pick-up und Kastenwagen, Personenbus) hergestellt, um als Liefer-, Abschlepp-, Kipp- und Feuerwehrauto sowie als Leichenwagen und Krankenwagen zu dienen.
Andere Hersteller bauten das Fahrzeug um, um den Speed Wagon für spezielle Zwecke anzupassen.
Der Speed Wagon nutzte REOs „Gold Crown“-Motorenserie und genoss hohes Ansehen für Leistung, Haltbarkeit und Qualität.

## Modelle
- Das Modell von 1915 wog eine Tonne, war mit Vierzylindermotor und Dreiganggetriebe ausgestattet und sollte schneller sein als die Durchschnittsgeschwindigkeit zeitgenössischer Lastkraftwagen von 10–15 mph (16–24 km/h).[7]
- Das Modell von 1917 hatte ein Gewicht von 3,25 Tonnen, eine Planenabdeckung und -seiten und kostete 1.125 US-Dollar.[8]
- Das Modell von 1925 war mit einem Sechszylindermotor ausgestattet.
- Das Modell von 1929 war mit dem „Gold Crown“-Sechszylindermotor von REO mit 4,4 l Hubraum und 67 PS (50 kW) ausgestattet.[4]
- Das Modell BN von 1933[7] war mit dem Sechszylinder-„Gold Crown“-Motor von REO und einer Kombination von Teilen aus den Luxus-PKWs Flying Cloud und Royale des Unternehmens ausgestattet. Es handelt sich um einen seltenen, relativ schnellen Lieferwagen mit Holzaufbau.

## Trivia
Das Rock-’n’-Roll-Quintett REO Speedwagon übernahm seinen Namen von diesem Fahrzeug.
Ihr Name wurde wiederum später als Hauptfigur in JoJo’s Bizarre Adventure verwendet.

## Galerie

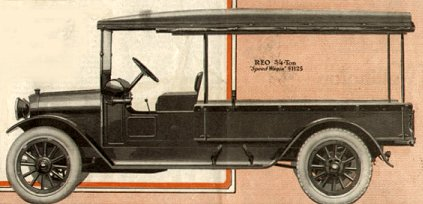
Ein Reo Speed Wagon aus einer Werbeschrift (1917)
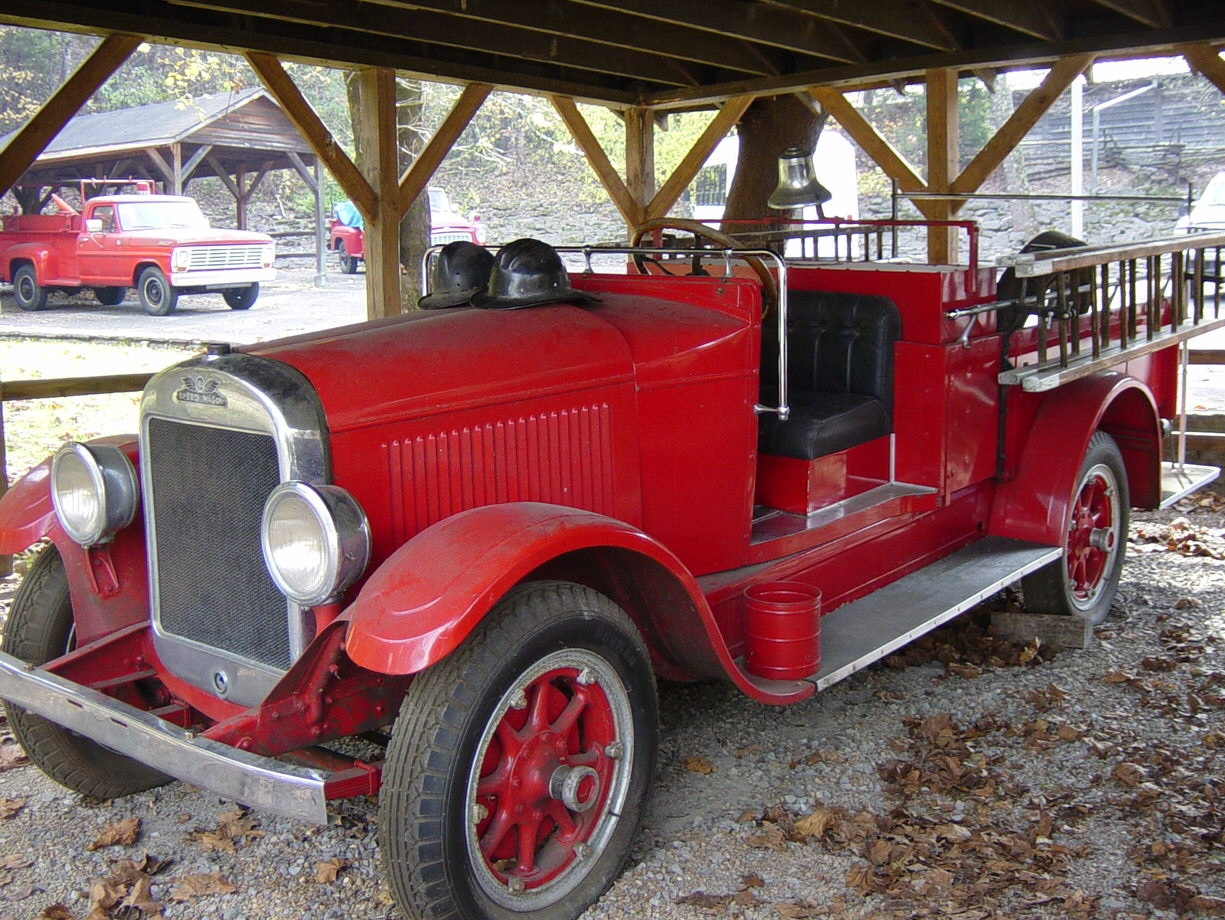
Reo-Speed-Wagon-Feuerwehrwagen in der Destillerie Jack Daniel’s in Lynchburg (Tennessee). Nach diesem Exemplar benannte sich die Rockband REO Speedwagon
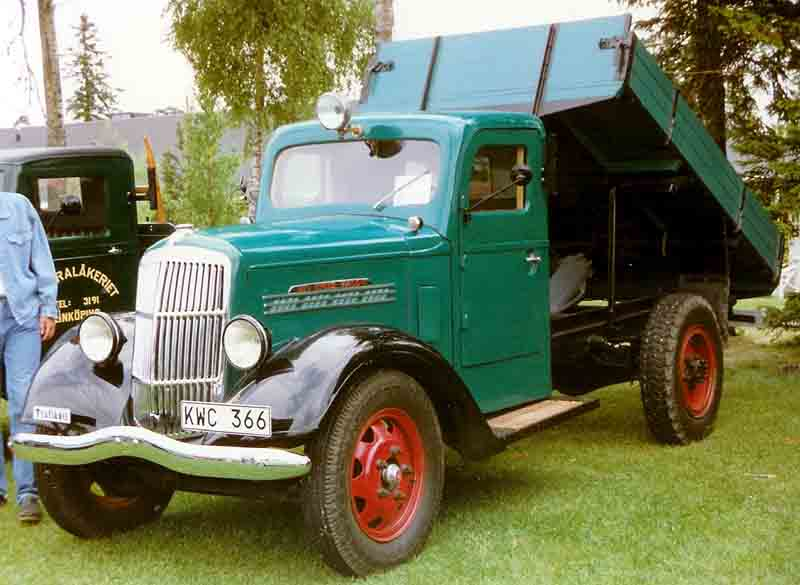
Reo Speed Wagon (1939)
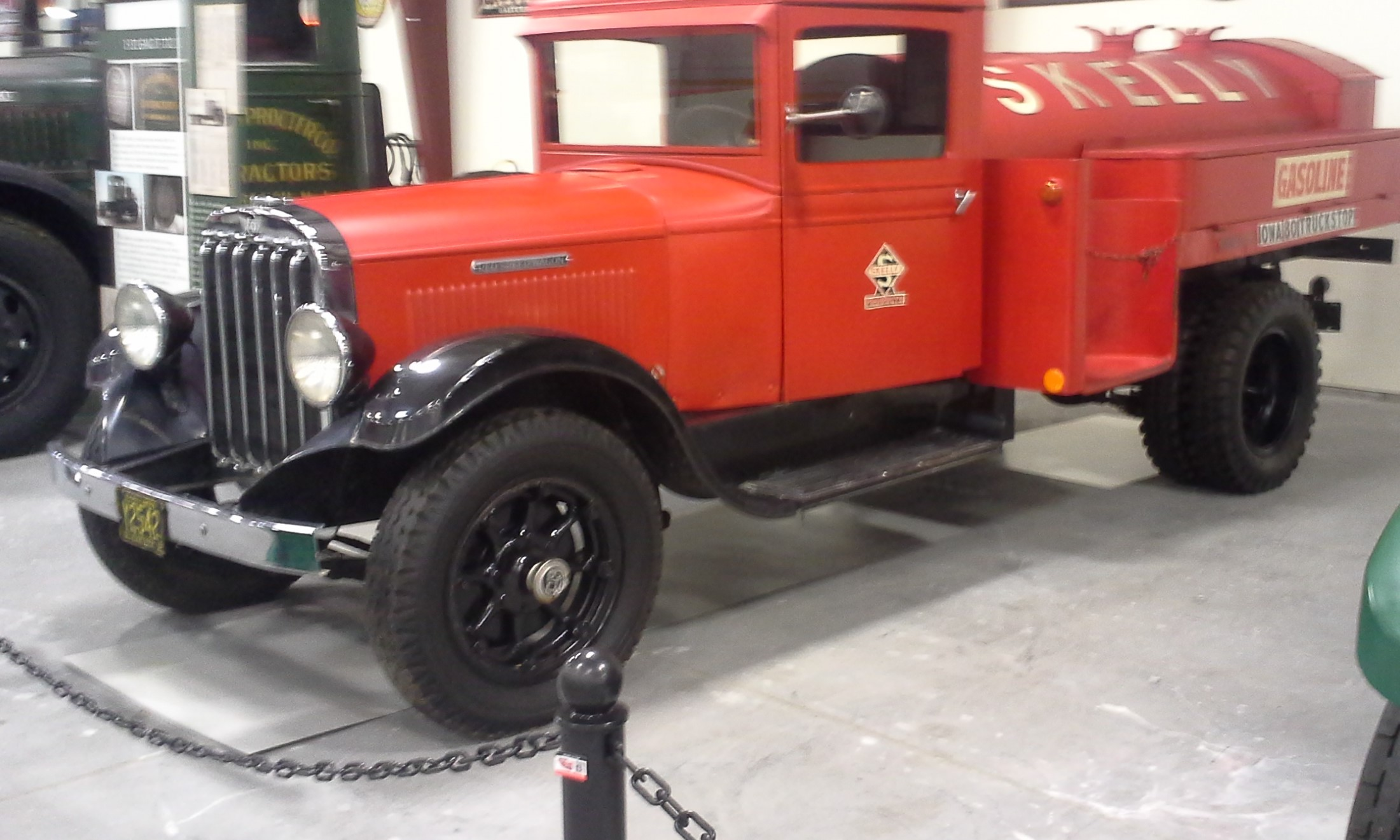
REO Speedwagon EX REO Tankwagen im Iowa 80 Trucking Museum (1929)
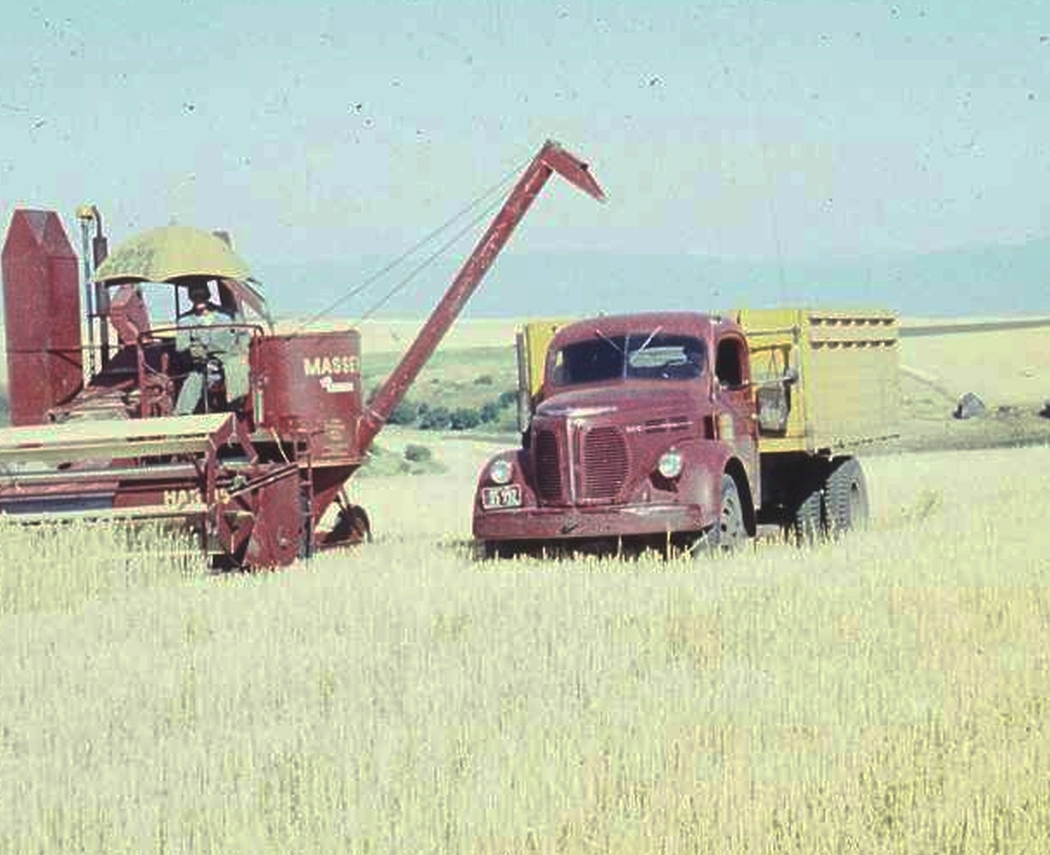
2,5 t REO Speed Wagon (1948) bei der Getreideernte in der Camas Prairie, Idaho ca. 1953